# Le Soler
Pour les articles homonymes, voir Soler.
Le Soler[lə sɔle]  est une commune française située dans le nord-est du département des Pyrénées-Orientales, en région Occitanie. Sur le plan historique et culturel, la commune est dans le Roussillon, une ancienne province du royaume de France, qui a existé de 1659 jusqu'en 1790 et qui recouvrait les trois vigueries du Roussillon, du Conflent et de Cerdagne.
Exposée à un climat méditerranéen, elle est drainée par la Têt, la Basse, le ruisseau du Soler, Agouille d'en Biagnes, le ruisseau de Sainte-Eugénie et par un autre cours d'eau. La commune possède un patrimoine naturel remarquable composé d'une zone naturelle d'intérêt écologique, faunistique et floristique.
Le Soler est une commune urbaine qui compte 7 896 habitants en 2022, après avoir connu une forte hausse de la population depuis 1962. Elle est dans l'agglomération de Perpignan et fait partie de l'aire d'attraction de Perpignan. Ses habitants sont appelés les Solériens ou  Solériennes.

## Géographie

### Localisation
La commune du Soler se trouve dans le département des Pyrénées-Orientales, en région Occitanie.
Elle se situe à 8 km à vol d'oiseau de Perpignan, préfecture du département
, bureau centralisateur du canton de la Vallée de la Têt dont dépend la commune depuis 2015 pour les élections départementales
La commune fait en outre partie du bassin de vie de Perpignan.
Les communes les plus proches sont : 
Villeneuve-la-Rivière (1,5 km), Pézilla-la-Rivière (2,4 km), Baho (3,1 km), Toulouges (3,4 km), Saint-Féliu-d'Avall (4,5 km), Canohès (4,7 km), Saint-Estève (5,3 km), Corneilla-la-Rivière (5,4 km).
Sur le plan historique et culturel, Le Soler fait partie de l'ancienne province du royaume de France, le Roussillon, qui a existé de 1659 jusqu'à la création du département des Pyrénées-Orientales en 1790 et qui recouvrait les trois vigueries du Roussillon, du Conflent et de Cerdagne.

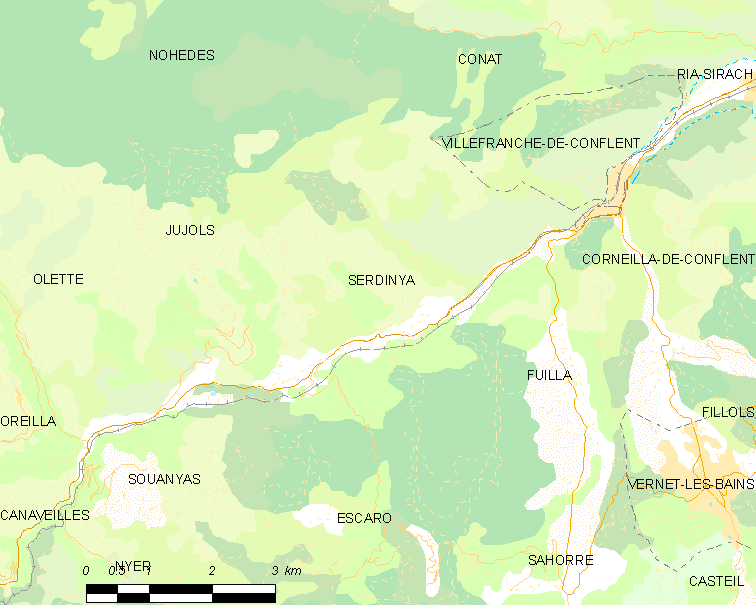
Situation de la commune.

| Pézilla-la-Rivière  | Villeneuve-la-Rivière | Baho                  |
| Saint-Féliu-d'Avall | du Soler              | Perpignan (sur 120 m) |
|                     | Thuir                 | Toulouges             |

### Géologie et relief
L'altitude de la commune varie entre 43 et 92 mètres.
La commune est classée en zone de sismicité 3, correspondant à une sismicité modérée.

### Hydrographie
Le village, situé sur un promontoire argileux, surplombe, rive droite, à 73 mètres d'altitude, le fleuve côtier Têt. La Têt traverse la commune dans une direction générale ouest-est. L’une de ses crues, au XVIe siècle, a ruiné le castrum du Soler de Mont et emporté le Soler de Vall, et l'une des dernières, celle d'octobre 1940, est resté incrustée dans toutes les mémoires.
Le village possède tout un réseau de canaux d’irrigation et de rus, alimentés par de nombreuses sources : la font del Bearnés ou de Sancta Eugenia, la font d'en Simon, la font del Moli, la font del Casot, la font del Sabater, la font de l'Hospital, la font de Sant Jaume, la font del Castanyer, la font d'en Not, la font del Caporal, la font d'en Noguer, la font d'en Costa, la fontem Cybélis ou font de l'Eula.. et, intra muros, la Font d'en Ghilasbert ou Fontaine de Lassus.
Deux plans d'eau artificiels occupent une partie du territoire du Soler. L’un est creusé à la fin du XVIIIe et au début du XIXe siècle par les Hainaut en restructuration des canaux anciens, et l’autre est plus récent et alimenté par les sources et fontaines résurgeant à flanc de coteau. Il date du dernier quart du XXe siècle et le fruit d’une réhabilitation d'une sablière désaffectée.

### Climat
Pour des articles plus généraux, voir Climat de l'Occitanie et Climat des Pyrénées-Orientales.
En 2010, le climat de la commune est de type climat méditerranéen franc, selon une étude du CNRS s'appuyant sur une série de données couvrant la période 1971-2000. En 2020, Météo-France publie une typologie des climats de la France métropolitaine dans laquelle la commune est exposée à un climat méditerranéen et est dans la région climatique Provence, Languedoc-Roussillon, caractérisée par une pluviométrie faible en été, un très bon ensoleillement (2 600 h/an), un été chaud (21,5 °C), un air très sec en été, sec en toutes saisons, des vents forts (fréquence de 40 à 50 % de vents > 5 m/s) et peu de brouillards.
Pour la période 1971-2000, la température annuelle moyenne est de 14,7 °C, avec une amplitude thermique annuelle de 15,7 °C. Le cumul annuel moyen de précipitations est de 641 mm, avec 5,6 jours de précipitations en janvier et 3,1 jours en juillet. Pour la période 1991-2020, la température moyenne annuelle observée sur la station météorologique la plus proche, située sur la commune de Perpignan à 9 km à vol d'oiseau, est de 16,0 °C et le cumul annuel moyen de précipitations est de 578,3 mm,. Pour l'avenir, les paramètres climatiques de la commune estimés pour 2050 selon différents scénarios d’émission de gaz à effet de serre sont consultables sur un site dédié publié par Météo-France en novembre 2022.

### Milieux naturels et biodiversité

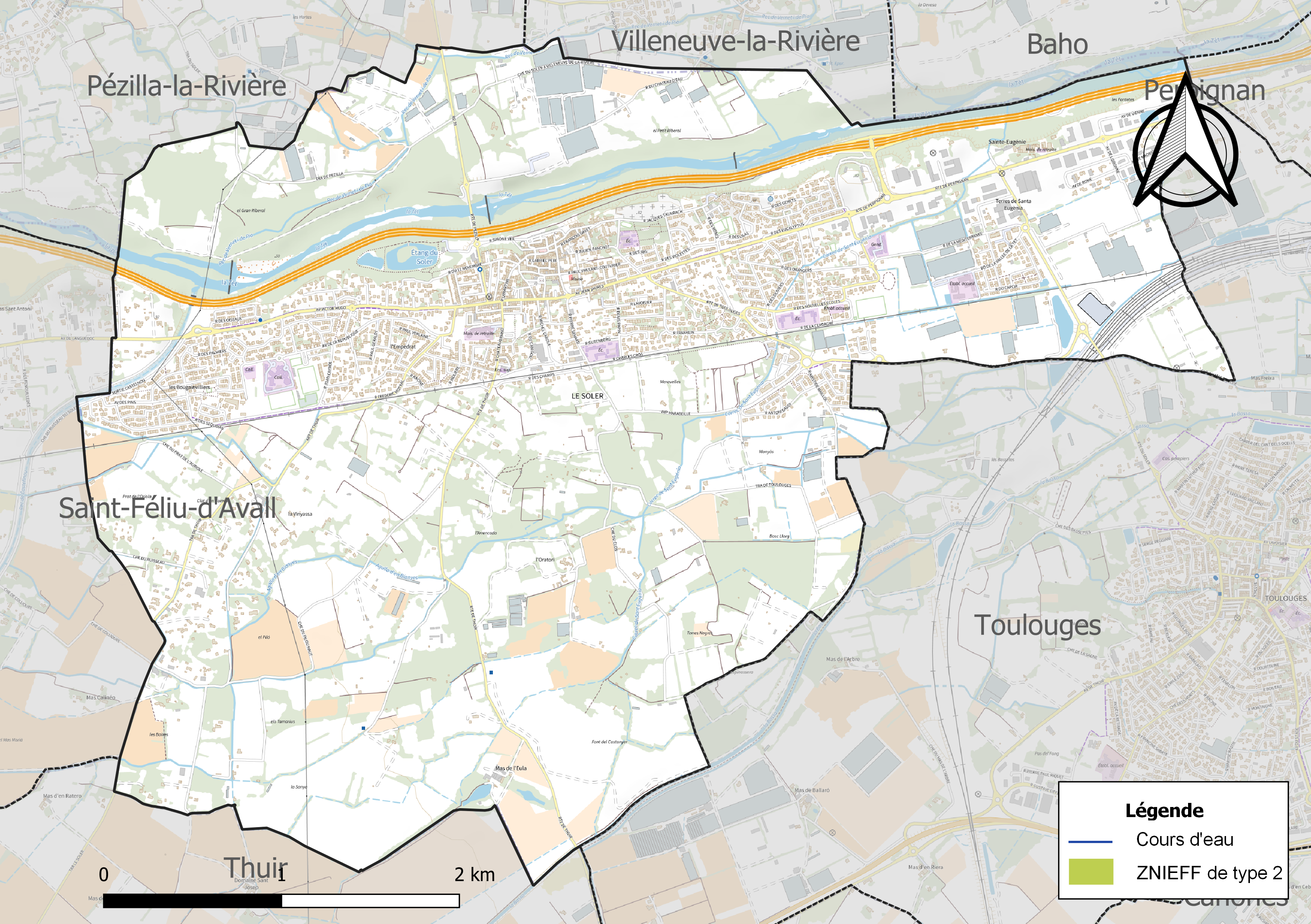
Carte de la ZNIEFF de type 1 localisée sur la commune.

L’inventaire des zones naturelles d'intérêt écologique, faunistique et floristique (ZNIEFF) a pour objectif de réaliser une couverture des zones les plus intéressantes sur le plan écologique, essentiellement dans la perspective d’améliorer la connaissance du patrimoine naturel national et de fournir aux différents décideurs un outil d’aide à la prise en compte de l’environnement dans l’aménagement du territoire.
Une ZNIEFF de type 1 est recensée sur la commune :
la « vallée de la Têt de Vinça à Perpignan » (554 ha), couvrant 10 communes du département.

## Urbanisme

### Typologie
Au 1er janvier 2024, Le Soler est catégorisée ceinture urbaine, selon la nouvelle grille communale de densité à sept niveaux définie par l'Insee en 2022.
Elle appartient à l'unité urbaine de Perpignan, une agglomération intra-départementale regroupant 15  communes, dont elle est une commune de la banlieue,,. Par ailleurs la commune fait partie de l'aire d'attraction de Perpignan, dont elle est une commune de la couronne,. Cette aire, qui regroupe 118 communes, est catégorisée dans les aires de 200 000 à moins de 700 000 habitants,.

### Occupation des sols
L'occupation des sols de la commune, telle qu'elle ressort de la base de données européenne d’occupation biophysique des sols Corine Land Cover (CLC), est marquée par l'importance des territoires agricoles (69,8 % en 2018), en diminution par rapport à 1990 (75,1 %). La répartition détaillée en 2018 est la suivante : 
zones agricoles hétérogènes (63,4 %), zones urbanisées (21,8 %), zones industrielles ou commerciales et réseaux de communication (8,4 %), cultures permanentes (3,9 %), terres arables (2,4 %). L'évolution de l’occupation des sols de la commune et de ses infrastructures peut être observée sur les différentes représentations cartographiques du territoire : la carte de Cassini (XVIIIe siècle), la carte d'état-major (1820-1866) et les cartes ou photos aériennes de l'IGN pour la période actuelle (1950 à aujourd'hui).

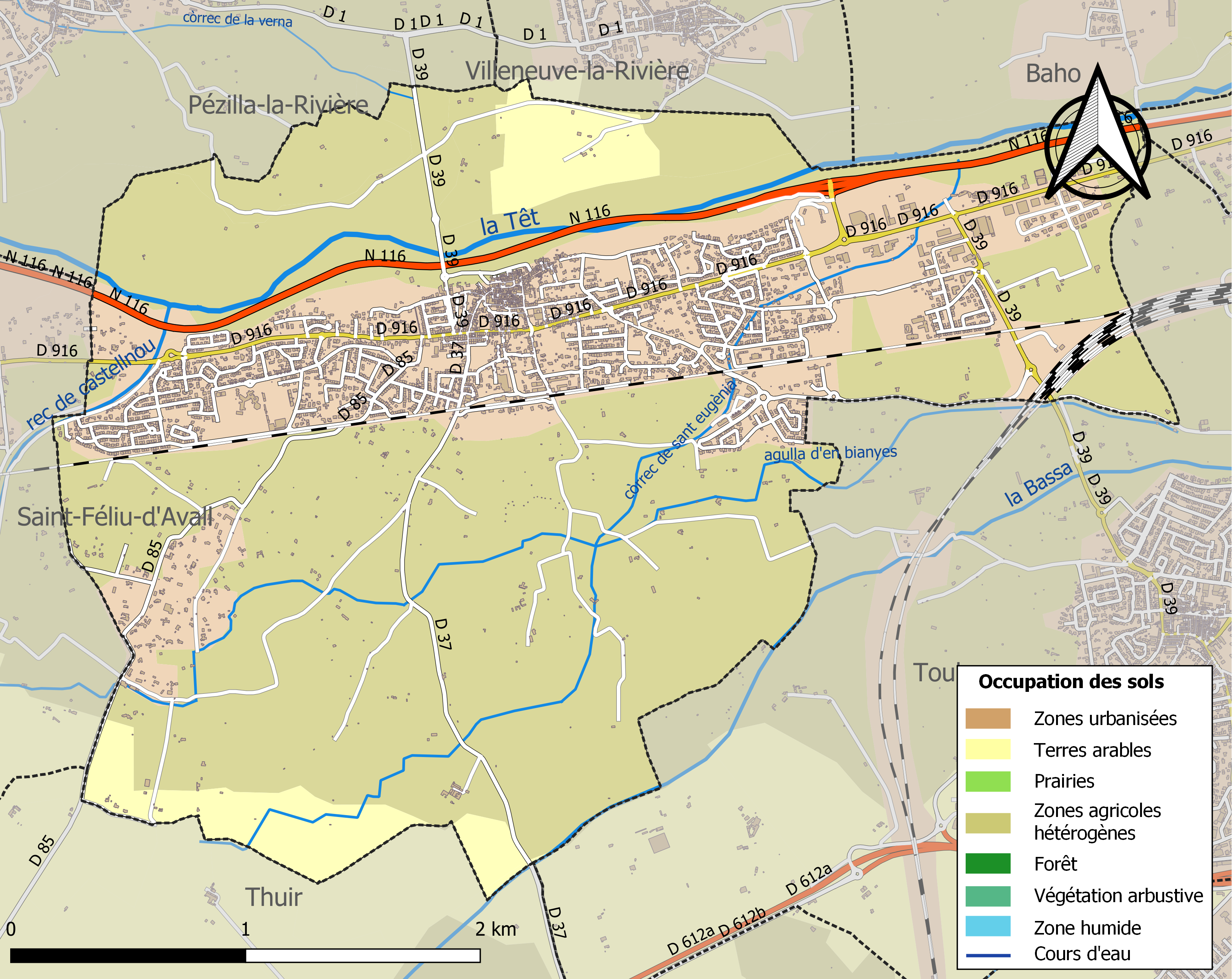
Carte des infrastructures et de l'occupation des sols de la commune en 2018 (CLC).

### Hameaux
Outre l'actuel village du Soler, la commune comprend le hameau de Sainte-Eugénie, le mas ou prieuré de Santa Maria de l'Eula et pléthore de masets et villas essaimées sur tout le terroir.

### Voies de communication et transports
Cinq routes convergent vers le village, dont une à deux fois deux voies qui vient de Perpignan en suivant la Têt. La deuxième, construite sur décision du roi Louis XIV en visite dans la province de Roussillon, tracée et aménagée au XVIIIe siècle, successivement dénommée, est l’ancienne RN 116, aujourd'hui déclassée en RD 916. Elle parcourt un terrain plat et limoneux, propre à l'agriculture. Jusqu'en 1960, elle était bordée de platanes séculaires dont il ne subsiste plus que quelques spécimens dans la traversée du hameau de Sainte-Eugénie et au lieu-dit Campellanes. La troisième relie les communes d’Estagel, Pézilla et Villeneuve-la-Rivière à celle de Toulouges (ancien chemin communal no 7), et, au-delà, Canohès et Pollestres. Enfin, les deux dernières, par champs et vignes, filent, l'une, longeant le Mas et le prieuré de Santa Maria de l'Eula, sur Ponteilla, Trouillas et Villemolaque, l'autre frôlant Copons et son moulin, sur Thuir.
La commune est desservie par la ligne 1 du réseau urbain Sankéo, la reliant au Mas Saint-Pierre à Perpignan via le centre de la ville.
Le Soler est également desservie par plusieurs lignes du réseau régional liO. La ligne 510 la relie à la gare de Perpignan depuis Millas, la ligne 512 la relie également à la gare de Perpignan depuis Corbère, et la ligne 520 la relie à la gare de Perpignan depuis Prades.

### Risques majeurs
Le territoire de la commune duSoler est vulnérable à différents aléas naturels : inondations, climatiques (grand froid ou canicule), mouvements de terrains et séisme (sismicité modérée). Il est également exposé à deux risques technologiques,  le transport de matières dangereuses et la rupture d'un barrage, et à un risque particulier, le risque radon,.

#### Risques naturels
Certaines parties du territoire communal sont susceptibles d’être affectées par le risque d’inondation par crue torrentielle de cours d'eau du bassin de la Têt. La commune fait partie du territoire à risques importants d'inondation (TRI) de Perpignan-Saint-Cyprien, regroupant 43 communes du bassin de vie de l'agglomération perpignanaise, un des 31 TRI qui ont été arrêtés le 12 décembre 2012 sur le bassin Rhône-Méditerranée. Des cartes des surfaces inondables ont été établies pour trois scénarios : fréquent (crue de temps de retour de 10 ans à 30 ans), moyen (temps de retour de 100 ans à 300 ans) et extrême (temps de retour de l'ordre de 1 000 ans, qui met en défaut tout système de protection),.
Les mouvements de terrains susceptibles de se produire sur la commune sont soit des mouvements liés au retrait-gonflement des argiles, soit des glissements de terrains. Une cartographie nationale de l'aléa retrait-gonflement des argiles permet de connaître les sols argileux ou marneux susceptibles vis-à-vis de ce phénomène.
Ces risques naturels sont pris en compte dans l'aménagement du territoire de la commune par le biais d'un plan de surfaces submersibles valant plan de prévention des risques.

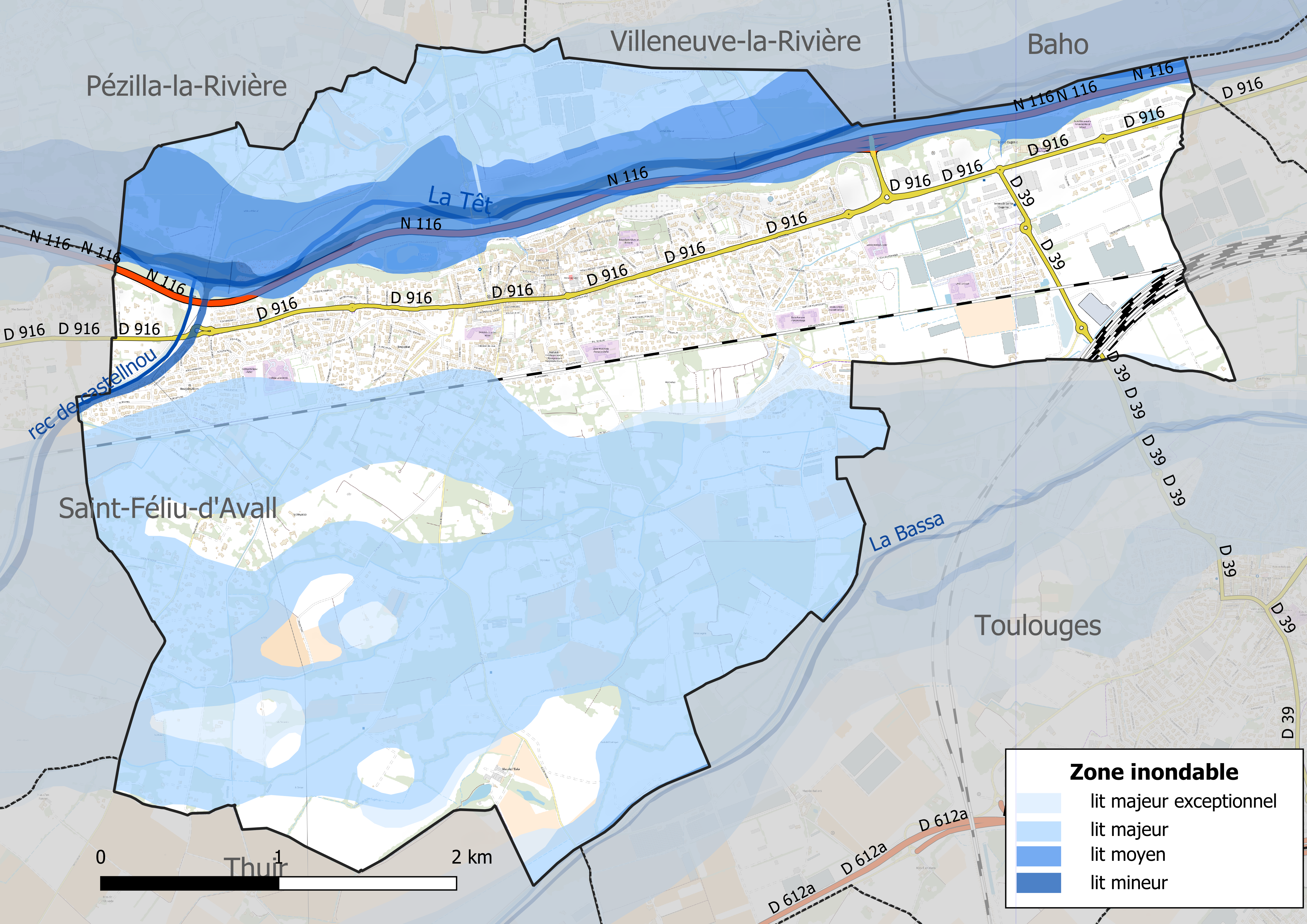
Carte des zones inondables.
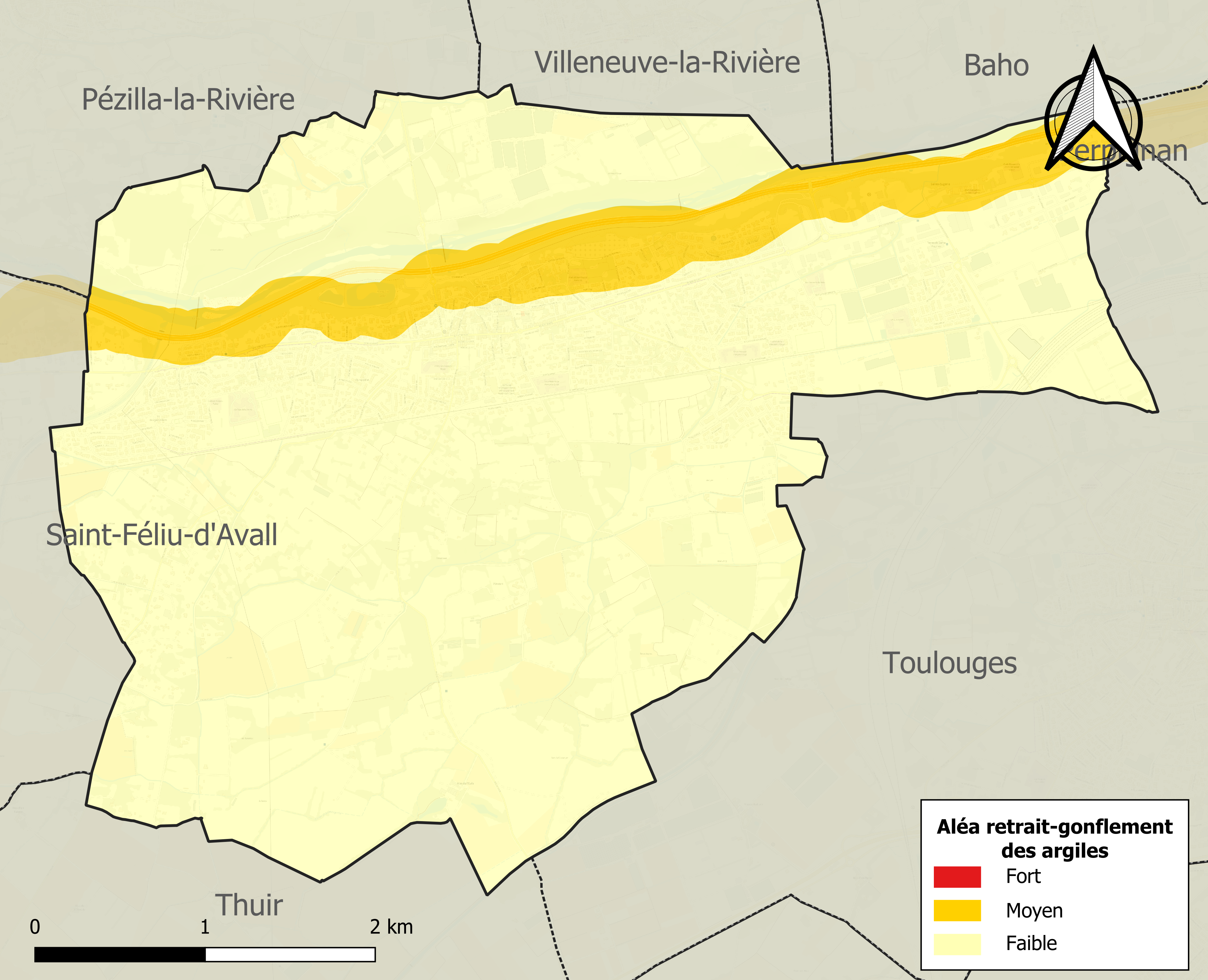
Carte des zones d'aléa retrait-gonflement des argiles.

#### Risques technologiques
Le risque de transport de matières dangereuses sur la commune est lié à sa traversée par une route à fort trafic et une ligne de chemin de fer. Un accident se produisant sur de telles infrastructures est en effet susceptible d’avoir des effets graves au bâti ou aux personnes jusqu’à 350 m, selon la nature du matériau transporté. Des dispositions d’urbanisme peuvent être préconisées en conséquence.
Dans le département des Pyrénées-Orientales, on dénombre sept grands barrages susceptibles d’occasionner des dégâts en cas de rupture. La commune fait partie des 66 communes susceptibles d’être touchées par l’onde de submersion consécutive à la rupture d’un de ces barrages, les barrages de Vinça ou des Bouillouses sur la Têt.

#### Risque particulier
Dans plusieurs parties du territoire national, le radon, accumulé dans certains logements ou autres locaux, peut constituer une source significative d’exposition de la population aux rayonnements ionisants. Toutes les communes du département sont concernées par le risque radon à un niveau plus ou moins élevé. Selon la classification de 2018, la commune du Soler est classée en zone 2, à savoir zone à potentiel radon faible mais sur lesquelles des facteurs géologiques particuliers peuvent faciliter le transfert du radon vers les bâtiments.

## Toponymie
En catalan, le nom de la commune est El Soler.

## Histoire

### Antiquité
Plusieurs villas et lieux antiques ont été découverts sur le territoire du Soler : le Soler ferréol, Pallagianum, Taurinianum, Campillano, palatio Monniano, mansio Eugeniae, la Chasa Sancti Petri et de la parrochia Sancti Mauricii de Solerio inferiori, Campellanes et Monyas. Ces lieux disparaissant dès le Xe siècle.
Le territoire communal du Soler garde la trace de la cadastration romaine : plusieurs chemins, certains encore praticables, goudronnés ou entretenus, repris au titre de rues, en suivent le tracé. On peut citer les rues de la Têt, Edouard Herriot et Roger Salengro, de chemins d'intérêt communal, les traverses de Pesillà i de Vilanova de Reuter, le cami (chemin) clos, les chemins (camins) del Pilo, de l'Oratori, de Monyàs, de Terres Negres, de la Sanya i de Capons. C’est aussi le cas des D 37, du Soler à Pontellà, D 39 de la croisade dels très chemins à Toulouges, et D 85, du Soler à Thuir. D’autres ont disparu : les chemins de Malloles vel Santa Eugènia de la Riba i Sant Pere, d'Illa, de Força Real vel Sant Andreu i Sant Marti de la Ribera…, et de Cotlliure.
Anciennement, venant de Perpignan, depuis les quartiers "Malloles" et "Sant Ciscle", le voyageur empruntait le "Cami Vell del Conflent" qui courait les terroirs de "La Carrerassa", des "Mas del Cup" et du "Puigsec" avant de pénétrer sur le territoire communal au terroir de "Santa Eugènia", et, par "Monyàs", le "Cami Clos", les "Set Aiminates" et l'"Empedrat", filait sur "la Romaneta", Saint Féliu d'Avall, Bouleternère, et grimpait, s'échinant à flanc de vallée, via Rodés, Rigarda, Joch, Estoher, le Conflent et ses graus, sur le Vilar d'0vança et la Perxà. Ce chemin, à l'époque romaine, reliait les civitas de Ruscino, "Château Roussillon" et de Julia Livica, "Llivia". Il formait la seconde des trois voies composant la "Via Confluentana", la première prenant origine à Combusta près Salsulae, la troisième à Illibéris. Au Moyen Âge, cette voie fut réaménagée et ré-empierrée, et connue, depuis, sous le toponyme de Strata Francisca.

### Moyen Âge
Les plus anciens des canaux d’irrigation de la commune sont creusés dès la fin du VIIIe et début du IXe siècle, afin d'assécher les marais de la Salanque intérieure, derniers vestiges du comblement du golfe marin de Bouleternère, dit aussi de Roussillon, et ainsi mettre les terres en culture, après déboisement. Ils sont ouvrage des moines d'Eixalada et de Sant Miquel de Cuixà, le grand œuvre ne s'achevant, véritablement, qu'au XIVe siècle, avec les Templiers du Mas Deu[réf. nécessaire].
Ces canaux comportent divers éléments techniques intéressants : les siphons, les aqueducs, drains, vannes, serrures en fer forgé, ponts, palanques, moulins, lavoirs.

### XIXesiècle
La ligne de chemin de fer, dressée d'après un rapport daté du 27 avril 1862, est promulguée d’utilité publique le 18 juin 1863. Il relie Perpignan à Prades, et dessert les mines de Saint-Michel, ainsi que, par une station de 4e catégorie, le village du Soler. Cette ligne est mise en service le 1er janvier 1884 puis électrifiée en 1911. Jusqu'en 1910, la gare du Soler est utilisée par les établissements Violet de Thuir pour expédier, à travers la France et l'Europe, voire les Amériques, le fameux Byrrh.

### XXIesiècle
Le 26 novembre 2013, un important incendie détruit totalement les ateliers techniques municipaux ainsi que les archives municipales de la ville.

### Chronologie
- VIIIe – VIIe siècle av. J.-C. : oppidum Sorde, site archéologique découvert en 1990[29]
- Ve siècle apr. J.-C. : Solario Ferreoli, propriété de Ferréol, préfet de la Narbonnaise.
- 677 : cession d'un alodium (alleu) au Soler Ferreol, confrontant a caecias avec le Villaris Pallagianum, en faveur de Guitiza vicecomitatu de Solario Ferreoli.
- Entre 800 et 814 : privilège de Charlemagne, à l'abbaye de la Grasse, cession d'un alleu au Soler Ferreol cum molendinis
- 8 avril 825 : passage de Louis Ier le Débonnaire au château de Soler Ferreol
- Entre 838 et 877 : confirmation de la cession d'un alleu au Soler Ferreol cum molendinis, par Charles II le Chauve, en faveur de l'abbaye de la Grasse.
- IXe siècle : le seigneur Oruc, vicomte de Roussillon, fait construire la Forcia, en pierres de rivière liées au mortier de chaux, en remplacement du castel en bois.
- IXe siècle : les moines d'Eixalada entreprennent de grands travaux d'aménagement. Ils assèchent les étangs de Maraveilla et de Las Sanyes, et percent le canal de Sainte-Eugénie.
- 976 : un acte, dressé par le comte de Roussillon, concède des privilèges aux hommes de Solarium de Orzone.
- 1062 : Capbreu recense les possessions de l'Ordre du Temple au Soler Ferriol.[réf. nécessaire]
- 1143 : début de la construction, par Bernard de Soler et Béatrix, du château du Soler en remplacement de la Forcia tombant en ruine après une inondation qui a emporté, sur 120 cannes de Montpellier, un gros pan de falaise.
- 1211 : la tradition populaire rapporte que saint Dominique, serait venu au Soler lors de son passage à Perpignan. En son honneur, une chapelle dédiée à ce saint, à la fin du XIIIe siècle, fut construite dans l'église de Sainte-Eugénie
- 1213 : Guillaume Jorda de Soler devient archidiacre d'Elne. Sa pierre tombale se trouve, aujourd'hui, dans le cloître de la cathédrale d'Elne.
- 1217 : Bernard, évêque d’Elne fait construire, dans l'enceinte du château vicomtal du Soler, l'église Saint-Julien-et-Sainte-Baselice.
- 1243 : inféodation à Guillaume de Soler, chevalier, vassal du roi Jacques Ier d'Aragon, des hommes, femmes, censives, usages et autres droits que ce dernier tenait, précédemment libre et en franc alleu, au Soler d'Amont.
- 1259 : Bernard de Berga, évêque d'Elne, dote d'une sacristie l'église qu'il a fait construire dans le château du Soler.
- 1384 : Il y avait 13 feux, environ 100 habitants[réf. nécessaire], au Soler d'Amont, 5 feux au Soler d'Avall et 7 feux à Sainte-Eugénie.
- 2 mai 1437 : criée défendant aux habitants du Soler d'Amont et d'Avall d'emporter les bois de construction ou autres enlevés par la dernière inondation de la Têt
- 1440 : nomination d'un obrer du Soler d'Amont pour la direction du cours de la Têt près du barrage comtal de San pere et de Sainte-Eugénie
- 26 juin 1493 : défense est faite, aux habitants du Soler d'Amont, de prendre l'eau du ruisseau de Sainte Eugénie sans autorisation du seigneur du dit lieu, répétée en 1495 pour celles du ruisseau de Sainte-Eugénie
- 25 mai 1505 : convocation, dans la chapelle Notre-Dame-de-Grâce, à Perpignan, des tenanciers arrosant le Soler d'Amont, pour nommer un "obrer" chargé de reconstruire, à pierre et à chaux, un aqueduc, anciennement en bois, qui traverse le ruisseau du Vernet, au-dessus du Moulin de Raphael Alenya, au terroir du Soler
- 5 juillet 1554 : pose de la première pierre de l'église Saint-Dominique.
- 1591-1592 : épidémie de peste
- 22 août 1597 : assaut lancé par les troupes françaises contre la garnison espagnole du Soler. Le village est en ruines.
- 27 septembre 1640 : sanglante bataille, pour la possession de la place, dans les murs du Soler, opposant les troupes du roi d’Espagne à celles du roi de France. Le village est en feu et à sang.

### Hameaux

#### Le hameau de Santa Eugènia (Sainte-Eugénie)
À l'est du Soler, se situe le hameau de Sainte-Eugénie, originellement communauté villageoise et domaine seigneurial flanqué d'un château dont une première mention, en 1244, en donne état. Ce castel, probablement une maison forte, subit les outrages de l’Inquisition, le 21 octobre 1585, et existe toujours en 1643. À cette date, des travaux de restauration y sont réalisés. Plusieurs bourgeois honorés de Perpignan, Béranger Germa, Jean Vola, Pierre Bou, Guiot Aquet, Jean Maura…, et des familles nobiliaires de Sainte-Eugénie, de Pau, de Béarn et de Foix, tinrent ce domaine en fief.
Son terroir est riche en sites archéologiques datant du Paléolithique, ou Âge du Renne[réf. nécessaire], avec présence d’hommes de Néandertal, et des premières sépultures, et du Néolithique, avec l'existence d’hommes de Cro-Magnon.
Son église, aujourd'hui disparue, déjà existante en 743, était citée au rang de Parrochia, en 988, était dédiée à sainte Eugénie, martyre. Les lieux de culte implantés dans un simple villaris (une maison de ferme) sont rares. Elle est dotée, en 1258, d'une chapelle célébrant saint Dominique. La même année, elle est qualifiée de herema, déserte, par Bernard de Berga, évêque d'Elne, qui, n'ayant pas accepté que les habitants du lieu, sans accord épiscopal, aient érigé un sanctuaire au moine prêcheur, la donna au prêtre qu'il venait d'installer à Saint-Julien-et-Sainte-Baselice, église castrale de San Julianus de Solerio. Tout comme pour Le Soler, il ne reste de l’ancien village de Sainte-Eugénie que quelques vestiges. Édifiée en façade d'une falaise alluviale, elle s'étendait beaucoup plus au Nord. Sous l'action des agents d'érosion anéantissant les assises, la paroi argileuse qui en constitue la limite septentrionale, s'est avancée, au cours des siècles, vers le Sud, endommageant, ruinant et détruisant les habitats, les bâtisses et les édifices seigneuriaux et religieux.
Tout comme pouvait l'être Le Soler au Ve siècle, le hameau de Sainte-Eugénie, à la même période, sous domination romaine, était un domaine viticole. En effet, sous référence documentaire attenante à la production épistolière de Sidoine Apollinaire, l'une des lettres de cet évêque de Clermont adressée à son ami Ferreol, préfet de la Narbonnaise, fait éloge du Mansio Eugeniæ Vitiarium propere Solerium ad Ferreolus, tous deux propriétés du préfet. L’étude étymologique du toponyme Eugeniæ, Eugenius ou Eugenus indique que le vin d’Eugénia est un bon vin pour Pline, Cicéron, Virgile ou Columelle. Et tout comme le ferreol, l’eugenia est une espèce de vigne antique. Sidoine Apollinaire remercie son hôte de l'avoir convié à participer aux vendanges et aux fêtes des vendanges qui suivirent.
Le nom du hameau de Sainte Eugénie s'est, tour à tour écrit, Mansio Eugeniæ Vitiarium, au Ve siècle, Villarium Eugeniæ, en 674, Villarium de Sanctæ Eugeniæ, en 743, 809 et 877, Sancta Eugenia, en 988, Villare de Sancta Eugenia vel Chasa Sancti Petri, en 1026, 1035 et 1040, Villa Sancte Eugenie et Ecclesiæ Sanctæ Eugeniæ, en 1048 et 1051, Ecclesiæ Sancta Eugeniæ, en 1128, 1132, 1149 et 1258, Loci de Sancta Eugenia, en 1328, 1359 et 1385, Locus de Sancta Eugenia prope (propere) Solarium, en 1428 et 1435, Santa Eugenia (Augenia), en 1629 et 1633, et, depuis 1680, manifestement et notoirement, Sainte-Eugénie.

#### Les Cases de Sant Père
À l'est du village, aux portes de Sainte-Eugénie, sur l'ancien chemin dit de "Soler d'Amunt a Malloles", en surplomb du fleuve côtier, au lieu-dit "Les Capelles", existait une communauté villageoise dépendante des seigneurs de Sainte-Eugénie. Elle est nommée successivement Villarium de Sanctus Petri, en 876, Chasa de Sancti Petri, en 1026, Casa Sancti Petri, en 1032 et 1035, et Casas Sancti Petri vel Sancta Eugenia, en 1033, 1037 et 1040, soit la [ou les] maisons de Saint-Pierre, ou chapelle Saint-Pierre. Ce village connut la ruine probablement à l'époque de la grande peste, dans les années 1380[réf. nécessaire], ou lors du tremblement de terre meurtrier et dévastateur de 1428. Il était doté d'une église dédiée à saint Pierre et d'un cimetière. Certains historiens, suivant Jean-Bernard Alart, assimilent cette agglomération perchée sur la falaise à celle du Soler de Vall, ce qui est équivoque, géographiquement parlant, cette dernière localité se nichant, elle, face au midi, dans le lit majeur du fleuve côtier.
À l’ouest, le long de la falaise argileuse, espace longtemps laissé en l'état de landes et de friches, du mobilier archéologique a été découvert au lieu-dit "Las Coronnes" ou "Las Escoronnes". D’abord en 1985, par Jérôme Kotarba, à la "Dona Morta", et en 1993, par Raymond Matabosch et Bernard-Raoul Levavasseur, aux "Camps de la Torra." Ce mobilier date du Ier siècle av. J.-C. aux Ve – VIe siècle de notre ère chrétienne, et proposait de belles séries campaniennes de type A, et une diversité de sigillée de La Graufesenque, de pâtes italiques et paléochrétiennes. Des indices de la présence d’une tour de guet médiévale ont également été découverts. Le lieu-dit est actuellement occupé par un lotissement.
Les toponymes des lieux attenants, "Les Corones" ou "Les Escorones" et "Les Capelles", formant les terres de la "Dona Morta", sont énigmatiques et prêtent à réflexion. L’association de couronnes et de chapelles à une femme morte n’est pas explicitée. On peut aussi avancer l’hypothèse selon laquelle en latin Dona, Donaria, Donarius qualifient un sanctuaire. Dona Morta serait ainsi un lieu de culte consacré à Morta, nom donné à l'une des trois Parques, divinités qui présidaient à la destinée humaine dans la mythologie romaine, des divinités assimilées aux Moires grecques.[réf. nécessaire]

#### Le Mas de l’Eula
Au sud de la commune du Soler, se trouve le Mas de l'Eula. Son terroir empiète sur le territoire communal thurinois et englobe les lieux-dits cadastraux "las Sanyes" et son annexe Copons ou Capons, le Serrat d'en Pontic, els Tamarius et els terrenys de l'Eula, des lieux-dits anciennement regroupés sous le toponyme Taurinyà. La Villa Taurinianum est citée en l'an 879, contemporain de la Villa Campillano, sur le patrimoine domanial de Campellanes, et de la Villa Moniano ou Palatio Monnoso, sur celui de Monyas.
Implanté au cœur de cette région marécageuse, sous domination romaine, ce domaine agricole était voué à l'élevage de taureaux et de bœufs, taurus, ou d'animaux de combat, dans les cirques, pour les jeux et sacrifices.

#### Monyàs
Au sud-est de la commune, entre les Bassettes, Toulouges et Sainte Eugénie, s'étend le lieu-dit "Monyàs." Une étude approfondie des centuriations romaines, telles qu'elles ont pu être dressées par, et des cartes d'état-major reproduisant le découpage parcellaire, montre une concentration de terrains délimités dans un carré d'environ 500 mètres de côté, bordé au nord, par les vestiges de la Via Confluentana "Ruscino à Julia Livicæ". En outre, des prospections archéologiques, menées en ces lieux, en 1994 et 1995, par Raymond Matabosch et Bernard-Raoul Levavasseur, ont permis d'y déterminer plusieurs sites d'habitats d'époque romaine, République et Haut-Empire. En l'an 854, la "Villa Moniano" avait été concédée aux aprisionnaires goths, Simniud et Riculfe. Elle est à nouveau citée en 967.
Pour les linguistes, ce domaine agricole véhicule le nom domanial de Moniano, pour forme antique du nom de "Maunius", le ou l'un des propriétaires supposés de la villa, complétée du suffixe anum qui, après avoir subi une mutation tardive avec un suffixe en ano, ou anos, a abouti au toponyme catalan, Monyans réduit en Monyàs. Une citation du Ve siècle, extraite de l'une des lettres de Sidoine Apollinaire adressées à son bienfaiteur et ami Ferreol, laisse penser qu'il pouvait exister, à Monyàs, un palais ou une maison sur pilotis, un sanctuaire ou un temple entouré de murailles où demeuraient des femmes ou des prêtresses vouant un culte à la déesse du feu, "ventum erat ad vestæ", Vesta, et où se déroulaient des vestaliorum, des fêtes en l'honneur de la divinité.[réf. nécessaire]

#### Campellanes
Contemporaine de la "villa Taurinianum" et du "Palatio Moniano", la "Villa Campillano", citée en 877, et implantée à l'Ouest de la commune du Soler, au lieu-dit Campellanes, confirme la présence wisigothique et la réminiscence de l'époque romaine sur le terroir. De plus, ses racines sont attestées, au plan archéologique, par Jean Abélanet qui a découvert, en ce lieu, une station chalcolithique ayant livré de la céramique campaniforme pyrénéenne, une intéressante série lithique et du mobilier divers, autorisant à croire en une occupation ininterrompue, sur près de 3 000 ans, du Vérazien, vers 2 500 ans av. J.-C., au Moyen Âge, IXe siècle.
Le lieu-dit Campellanes était mentionné sous le toponyme de villa Campillani, Campillano, Campillanus, en 682, 711 et 877.

## Politique et administration

### Liste des maires
| Période         | Période         | Identité               | Étiquette               | Qualité |
| --------------- | --------------- | ---------------------- | ----------------------- | --- |
| mars 1971       | juin 1995       | André Daugnac          | UDF-CDS                 | Entrepreneur Sénateur des Pyrénées-Orientales (1987 → 1992) |
| juin 1995       | 16 octobre 2017 | François Calvet,       | UDF puis DL puis UMP-LR | Avocat Député de la 3e circonscription des Pyrénées-Orientales (1993 → 1997 puis 2002 → 2011) Sénateur des Pyrénées-Orientales (2011 → ) Conseiller régional de Languedoc-Roussillon (1992 → 2002) |
| 16 octobre 2017 | En cours        | Armelle Revel-Fourcade | LR                      | Technicien, conseillère départementale depuis 2021 |

## Population et société

### Démographie ancienne
La population est exprimée en nombre de feux (f) ou d'habitants (H).
| 1358 | 1365 | 1378 | 1470 | 1515 | 1553 | 1643 | 1709 | 1720 |
| ---- | ---- | ---- | ---- | ---- | ---- | ---- | ---- | ---- |
| 48 f | 68 f | 25 f | 16 f | 32 f | 20 f | 12 f | 66 f | 94 f |

| 1730  | 1767  | 1774  | 1789  | 1790  | - | - | - | - |
| ----- | ----- | ----- | ----- | ----- | - | - | - | - |
| 111 f | 612 H | 520 H | 135 f | 708 H | - | - | - | - |

Notes :
- 1365 : dont 8 f pour Sainte-Eugénie ;
- 1378 : dont 7 f pour Sainte-Eugénie et 13 f pour Le Soler d'Amont ;
- 1553 : dont 3 f pour Sainte-Eugénie.

### Démographie contemporaine
L'évolution du nombre d'habitants est connue à travers les recensements de la population effectués dans la commune depuis 1793. Pour les communes de moins de 10 000 habitants, une enquête de recensement portant sur toute la population est réalisée tous les cinq ans, les populations de référence des années intermédiaires étant quant à elles estimées par interpolation ou extrapolation. Pour la commune, le premier recensement exhaustif entrant dans le cadre du nouveau dispositif a été réalisé en 2008.

En 2022, la commune comptait 7 896 habitants, en évolution de +3 % par rapport à 2016 (Pyrénées-Orientales : +3,92 %, France hors Mayotte : +2,11 %).
| 1793 | 1800 | 1806 | 1821 | 1831 | 1836 | 1841  | 1846  | 1851  |
| ---- | ---- | ---- | ---- | ---- | ---- | ----- | ----- | ----- |
| 559  | 640  | 662  | 892  | 876  | 973  | 1 042 | 1 135 | 1 161 |

| 1856  | 1861  | 1866  | 1872  | 1876  | 1881  | 1886  | 1891  | 1896  |
| ----- | ----- | ----- | ----- | ----- | ----- | ----- | ----- | ----- |
| 1 159 | 1 162 | 1 243 | 1 348 | 1 416 | 1 547 | 1 555 | 1 547 | 1 521 |

| 1901  | 1906  | 1911  | 1921  | 1926  | 1931  | 1936  | 1946  | 1954  |
| ----- | ----- | ----- | ----- | ----- | ----- | ----- | ----- | ----- |
| 1 569 | 1 563 | 1 531 | 1 340 | 1 425 | 1 566 | 1 567 | 1 600 | 1 701 |

| 1962  | 1968  | 1975  | 1982  | 1990  | 1999  | 2006  | 2008  | 2013  |
| ----- | ----- | ----- | ----- | ----- | ----- | ----- | ----- | ----- |
| 2 141 | 2 715 | 3 340 | 4 401 | 5 147 | 5 825 | 6 524 | 6 737 | 7 300 |

| 2018  | 2022  | - | - | - | - | - | - | - |
| ----- | ----- | - | - | - | - | - | - | - |
| 7 753 | 7 896 | - | - | - | - | - | - | - |

| selon la population municipale des années : | 1968 | 1975 | 1982 | 1990 | 1999 | 2006 | 2009 | 2013 |
| Rang de la commune dans le département      | 17   | 17   | 15   | 15   | 14   | 14   | 14   | 13   |
| Nombre de communes du département           | 232  | 217  | 220  | 225  | 226  | 226  | 226  | 226  |

### Manifestations culturelles et festivités
- Fêtes patronale et communale : 7 janvier et 4 août[42].

### Sports

#### Rugby à XIII
La commune pratique le rugby à XIII et possède un club qui réussit un véritable exploit sportif en 1983. Bien que d'un niveau modeste (nationale III), il réalise un parcours impressionnant en Coupe de France; le club bat d'abord Palau sur le score de 28 à 0. Puis au tour suivant, les Solériens rencontrent Limoux en seizième de finale : ils battent le club audois 16 à 7. En huitième de finale c'est l'équipe du Penneautier qu'ils battent sur le score serré de 5 à 2. Le Soler bat également Pia sur le score de 18 à 17.
Seul le XIII Catalan finit par barrer la route du petit poucet catalan en battant les Solériens sur le score de 15 à 5.

#### Autres sports
- Judo Club Le Soler : club de judo
- Tennis club Le Soler : club de tennis
- Football Club Solérien : club de football[44]
- Taekwondo Club Le Soler : club de taekwondo
- Ecurie des Chênes : club d'équitation
- Tennis Club Le Soler : club de tennis

## Économie

### Revenus
En 2018, la commune compte 3 216 ménages fiscaux, regroupant 7 611 personnes. La médiane du revenu disponible par unité de consommation est de 20 120 € 19 350 € dans le département). 44 % des ménages fiscaux sont imposés (42,1 % dans le département).

### Emploi
|                | 2008   | 2013   | 2018   |
| -------------- | ------ | ------ | ------ |
| Commune        | 8,4 %  | 11,8 % | 11,5 % |
| Département    | 10,3 % | 12,9 % | 13,3 % |
| France entière | 8,3 %  | 10 %   | 10 %   |

En 2018, la population âgée de 15 à 64 ans s'élève à 4 662 personnes, parmi lesquelles on compte 74,5 % d'actifs (63 % ayant un emploi et 11,5 % de chômeurs) et 25,5 % d'inactifs,. Depuis 2008, le taux de chômage communal (au sens du recensement) des 15-64 ans est inférieur à celui du département, mais supérieur à celui de la France.
La commune fait partie de la couronne de l'aire d'attraction de Perpignan, du fait qu'au moins 15 % des actifs travaillent dans le pôle,. Elle compte 1 739 emplois en 2018, contre 1 738 en 2013 et 1 710 en 2008. Le nombre d'actifs ayant un emploi résidant dans la commune est de 2 978, soit un indicateur de concentration d'emploi de 58,4 % et un taux d'activité parmi les 15 ans ou plus de 56,1 %.
Sur ces 2 978 actifs de 15 ans ou plus ayant un emploi, 601 travaillent dans la commune, soit 20 % des habitants. Pour se rendre au travail, 88,3 % des habitants utilisent un véhicule personnel ou de fonction à quatre roues, 2,8 % les transports en commun, 5,2 % s'y rendent en deux-roues, à vélo ou à pied et 3,7 % n'ont pas besoin de transport (travail au domicile).

### Revenus de la population et fiscalité
En 2010, le revenu fiscal médian par ménage était de 27 626 €.

### Entreprises et commerces
L'entreprise Derancourt est installée sur la commune. Elle est principalement connue pour ses outils isolés à destination des agents de l'EDF-GDF, aux électriciens, etc. 
La commune héberge sur son sol une centrale solaire photovoltaïque orientable de 15,4 MWc sur 45 ha, construite par Arkolia Énergies en 2016.

## Culture locale et patrimoine

### Monuments et lieux touristiques
- Église Saint-Julien-et-Sainte-Baselisse du Soler, dédiée aux saints Julien et Baselisse.
- Chapelle Saint-Dominique du château.
- Église Sainte-Marie de l'Eula, de style roman.

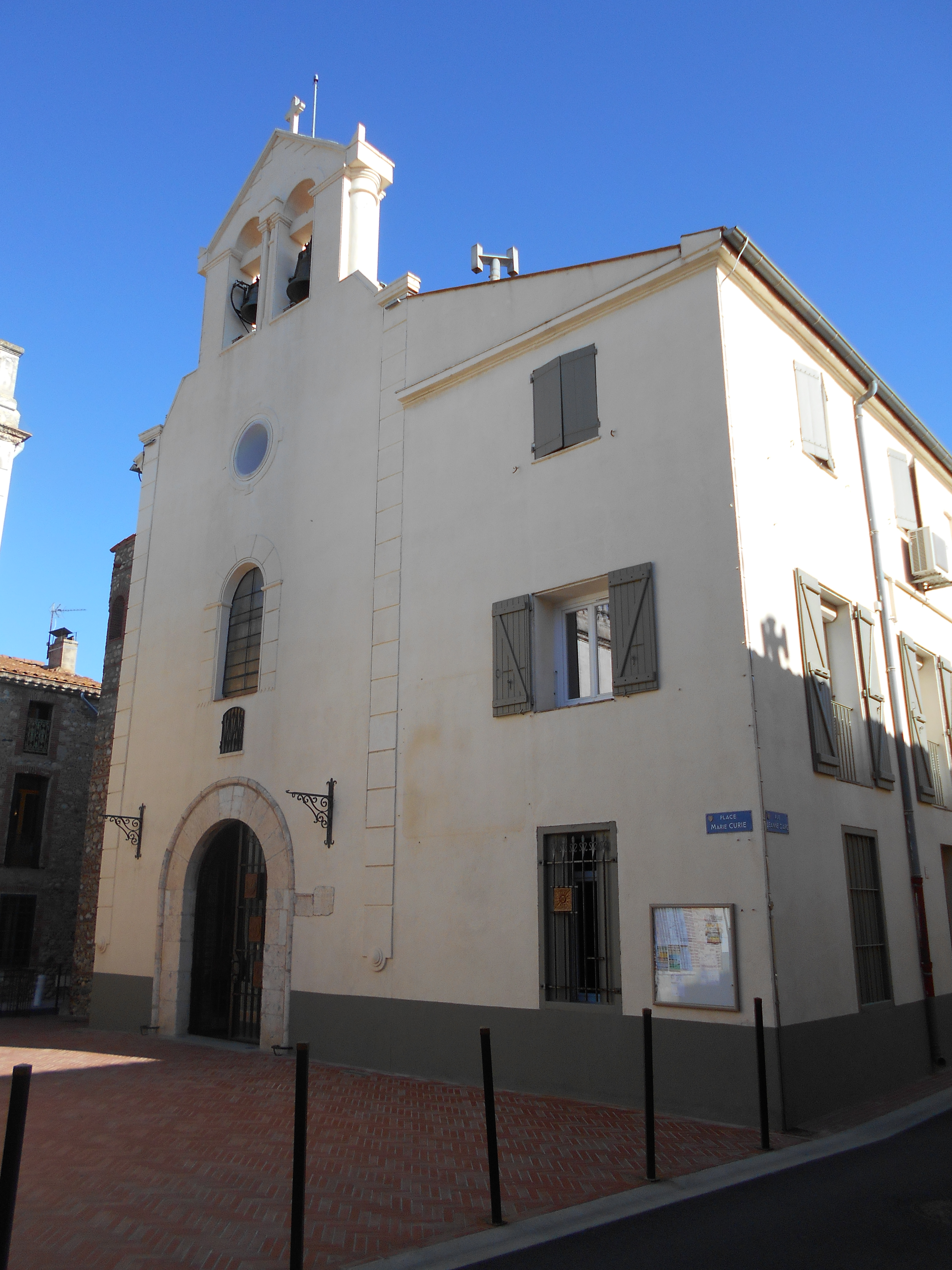
Église Saint-Julien-et-Sainte-Baselisse du Soler
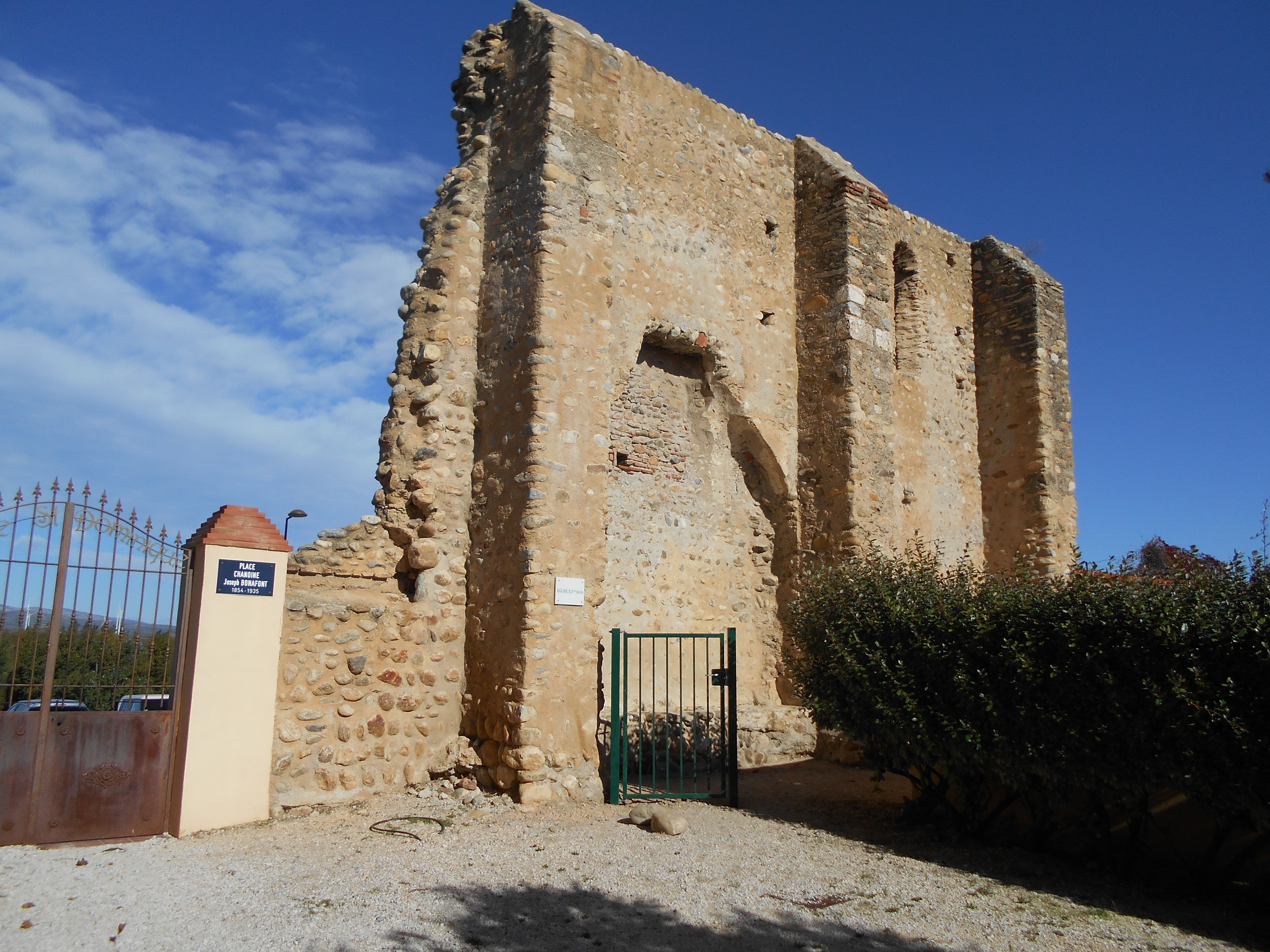
Chapelle Saint-Dominique du château

### Personnalités liées à la commune
- Teresa Carbó i Comas (1908-2010): républicaine espagnole d'origine catalane, engagée dans la résistance française, décédée au Soler.
- Benita Uribarrena (1922-2011), républicaine espagnole d'origine basque, engagée dans la résistance française, décédée au Soler.
- Norbert Narach (1954-2009) : artiste né au Soler.
- Frédérick Bousquet (1981-) : nageur ayant grandi au Soler.

### Héraldique
| Blason de Soler (Le) | Blason  | De gueules au château donjonné couvert d’or, maçonné de sable, ouvert et ajouré de trois pièces du champ, soutenu de l’inscription VILLA PALAGIANUM en lettre capitales de sable. |
| Blason de Soler (Le) | Détails | Le statut officiel du blason reste à déterminer. |